# Gelterswoog
Der Gelterswoog ist ein in der ersten Hälfte des 18. Jahrhunderts angelegter Stausee auf der Gemarkung der westpfälzischen Stadt Kaiserslautern im Stadtteil Hohenecken (Rheinland-Pfalz). Er ist als Naturdenkmal Gelterswoog mit Verlandungszone (ND-7312-181) eingestuft. Drei Taleinschnitte seiner Zuflüsse, darunter das Walkmühl- und das Kolbental mit Kolbenwoog und Kolbenmoor, sowie die Verlandungszonen am westlichen Seeufer sind seit 1997 als Täler und Verlandungszone am Gelterswoog deklariert.

## Geographie

### Lage
Der Gelterswoog liegt auf 285 m Höhe etwa 11 km südwestlich des Zentrums der Stadt und rund 2 km südlich des Ortsteils Hohenecken auf dessen Gemarkung.
Der Gelterswoog ist von niedrigen Erhebungen umgeben, von denen diejenigen westlich der Bundesstraße 270 zur Sickinger Höhe, diejenigen östlich zum Pfälzerwald gehören. Der Gelterswoogkopf im Norden ist der nächstgelegene Berg; seine langgestreckte Kuppe misst zwischen 358 und 364 m.

### Umgebung
Am Nordteil des Stausees gibt es ein Freibad mit 300 m langem Sandstrand, wo auch ein Ruderbootverleih betrieben wird. Nach Osten benachbart ist ein Campingplatz. Im südlichen Bereich befindet sich eine Steganlage des 1. Modellbootclub Kaiserslautern und direkt an der B 270 ein Hotel mit Seeterrasse. Am Nordosten des Sees haben der Segel- und Yachtclub Kaiserslautern (SYCK), die Paddlergilde Kaiserslautern und der 1. Ski- und Kanuclub Kaiserslautern bebaute Grundstücke mit Steganlagen.

### Erreichbarkeit
Großräumig ist das Gewässer erreichbar über die Autobahn 6 (Mannheim–Saarbrücken), Ausfahrt 15 Kaiserslautern-West, und die Bundesstraße 270, die von Kaiserslautern nach Pirmasens führt.
Am Gelterswoog vorbei führen die Biebermühlbahn, die hier einst einen Haltepunkt besaß, der Fernwanderweg Franken-Hessen-Kurpfalz und die Pfälzerwald-Tour.

## Kenngrößen
Der Gelterswoog wurde bereits im Mittelalter in einer Talaue durch Aufstauung mehrerer kleiner Bäche als Woog zur Züchtung von Fischen angelegt. Sein Wasser bezieht er hauptsächlich vom Hoheneckermühlbach, der ihn auch entwässert und samt seiner Laufstrecke durch den See 4,9 km lang ist, sowie von dessen drei linken Zuflüssen Langenscheidbach (1,6 km), Kolbenbach (1,5 km) und dem direkt in den See fließenden Hoheneckermühlbach (2,9 km). 1 km unterhalb des Sees mündet der Hoheneckermühlbach von rechts in den Aschbach. Das System des Gelterswoogbachs besitzt ein Einzugsgebiet von 15,7 km².
Der Gelterswoog bildet im weitesten Sinn ein Dreieck, das sich von West nach Ost und dann nach Süd erstreckt, wo der See an einer etwa 60 m langen Staumauer endet. Er ist bei vollständiger Füllung knapp 1 km lang, bis zu 500 m breit und bis zu 3,5 m tief; seine maximale Fläche beträgt mehr als 13 Hektar. Bei durchschnittlicher Füllung wird von etwa 7 Hektar Seefläche ausgegangen.

## Wassermangel

Wasserstandsentwicklung

Da der Gelterswoog aus Oberflächengewässern gespeist wird, reichen die Zuflüsse bei Trockenwetter oft nicht aus, um die Verdunstungsverluste auszugleichen. Um dem entgegenzuwirken, pumpten die SWK bis zu 400.000 m³ Wasser pro Jahr vom Brunnen Schäckersdell in den Gelterswoog. Zur Sicherstellung der Trinkwasserversorgung der Bevölkerung wurden diese Maßnahmen 2006 eingestellt. Insbesondere während der heißen Sommer kam es ab 2018 zu extremen Niedrigwasserständen bis zu 87 cm unter dem Normalniveau, weshalb zwischenzeitlich die Ausübung von Wassersportarten verboten wurde. Der Stadtrat genehmigte 2022 100.000 €, um die Brunnenanlage wieder instand zu setzen. Da diese aber seit 2015 die Wasserrechte nicht mehr hat, stehen noch Genehmigungen anderer Behörden aus. Außerdem wurden 2020 der Mönch sowie die Ablaufleitung wegen Undichtigkeiten saniert.

## Natur und Sehenswürdigkeiten

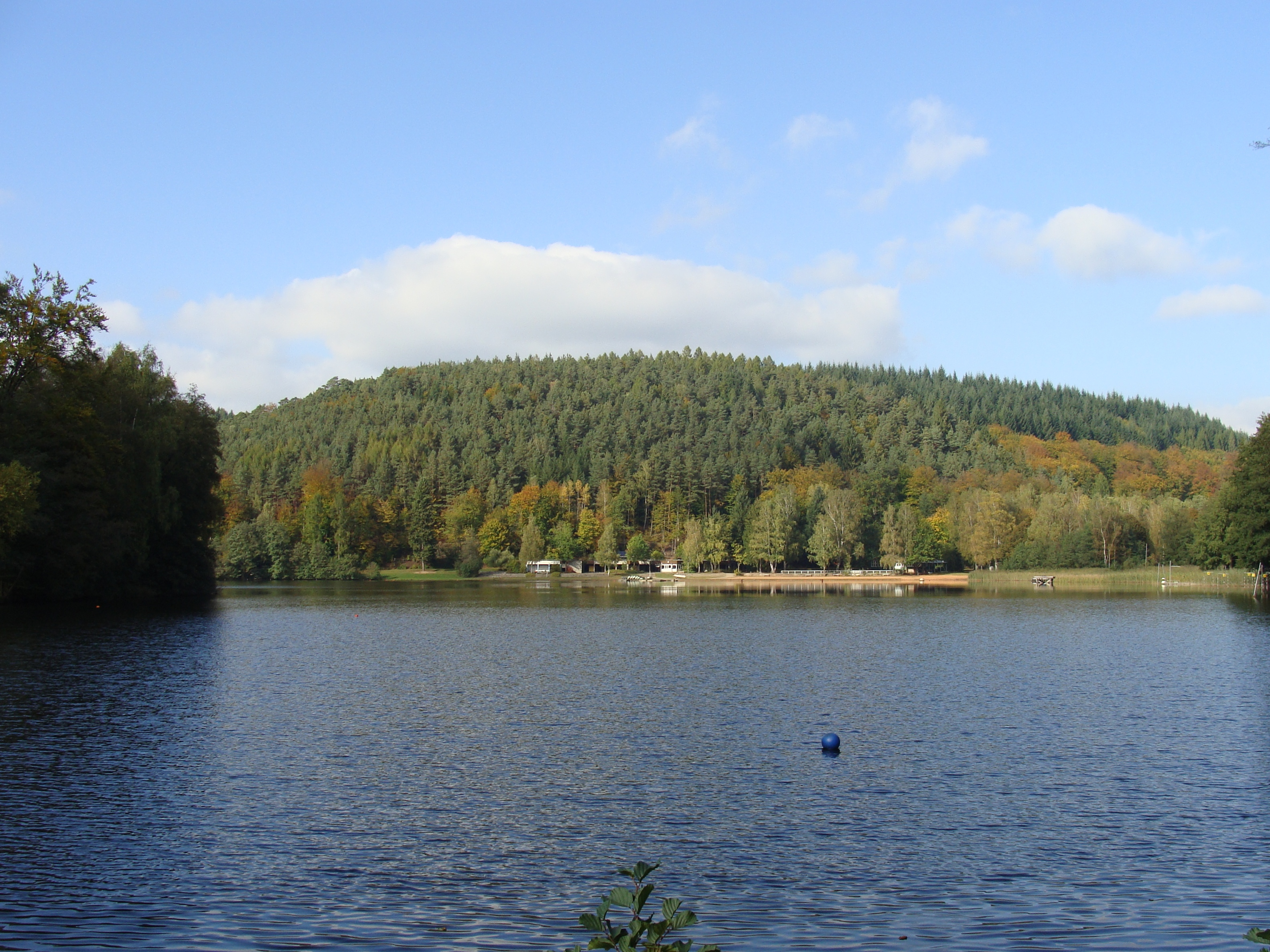
Freibad und Gelterswoogkopf
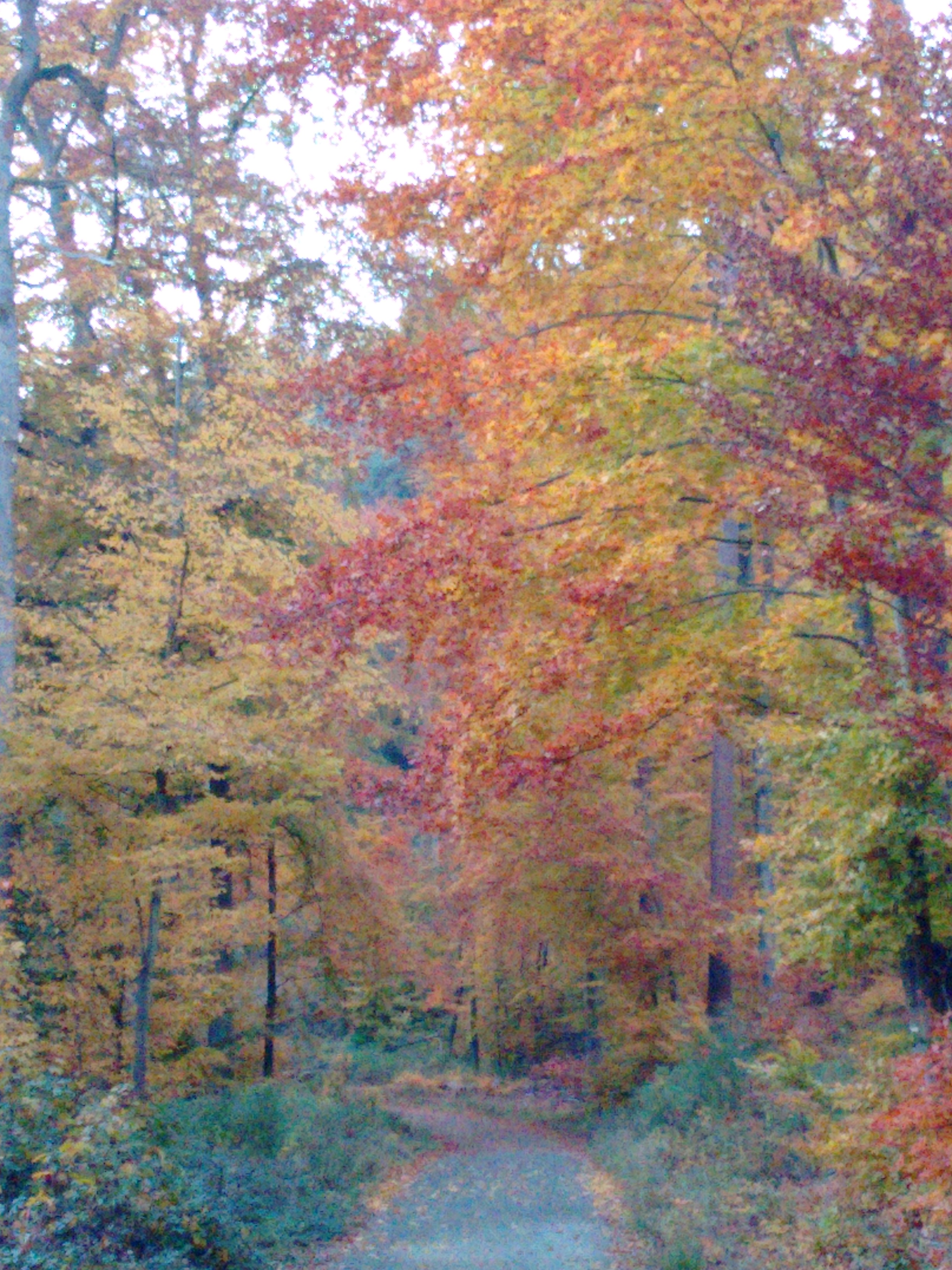
Wald am Gelterswoog
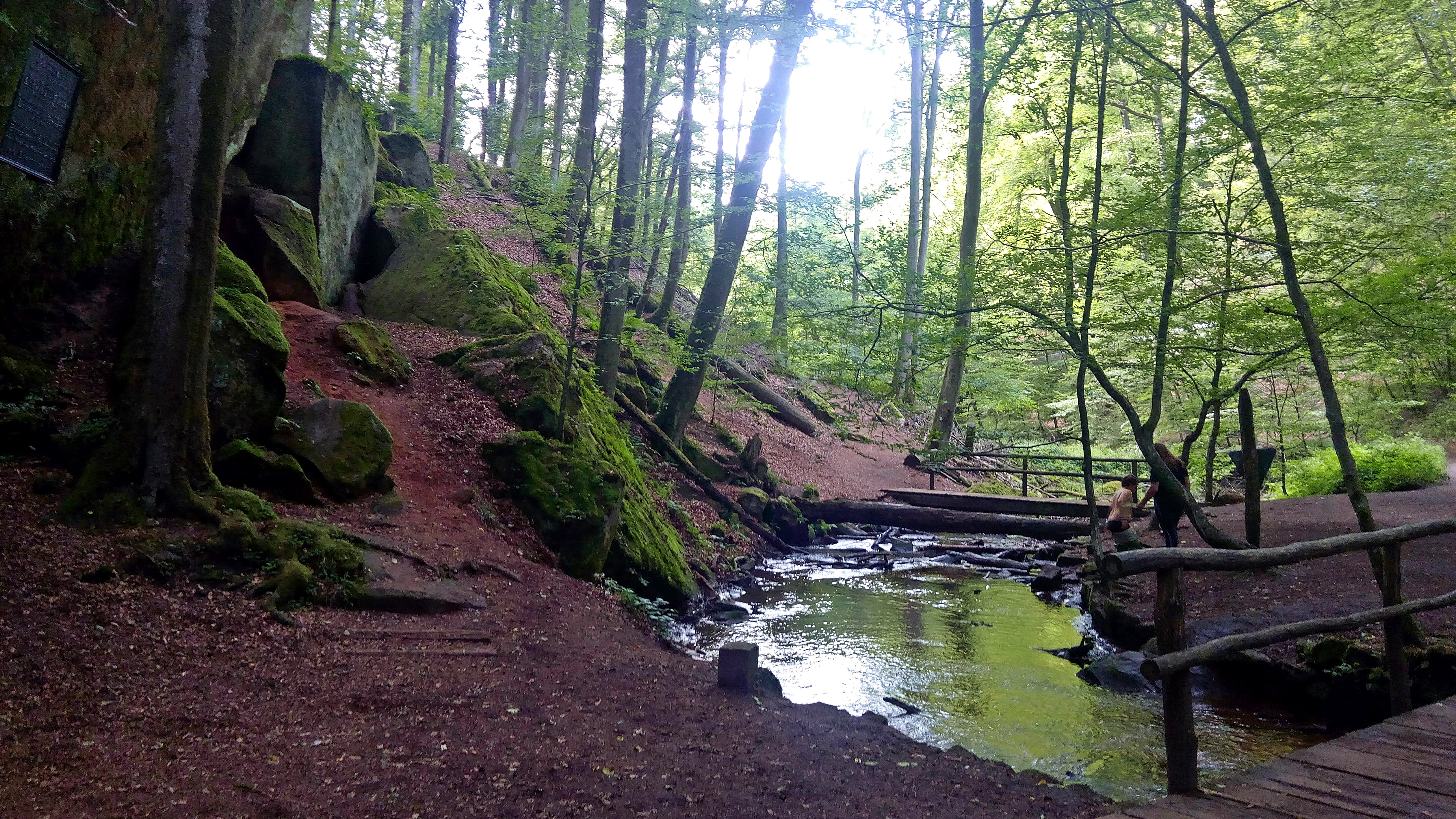
Karlstal der Moosalbe
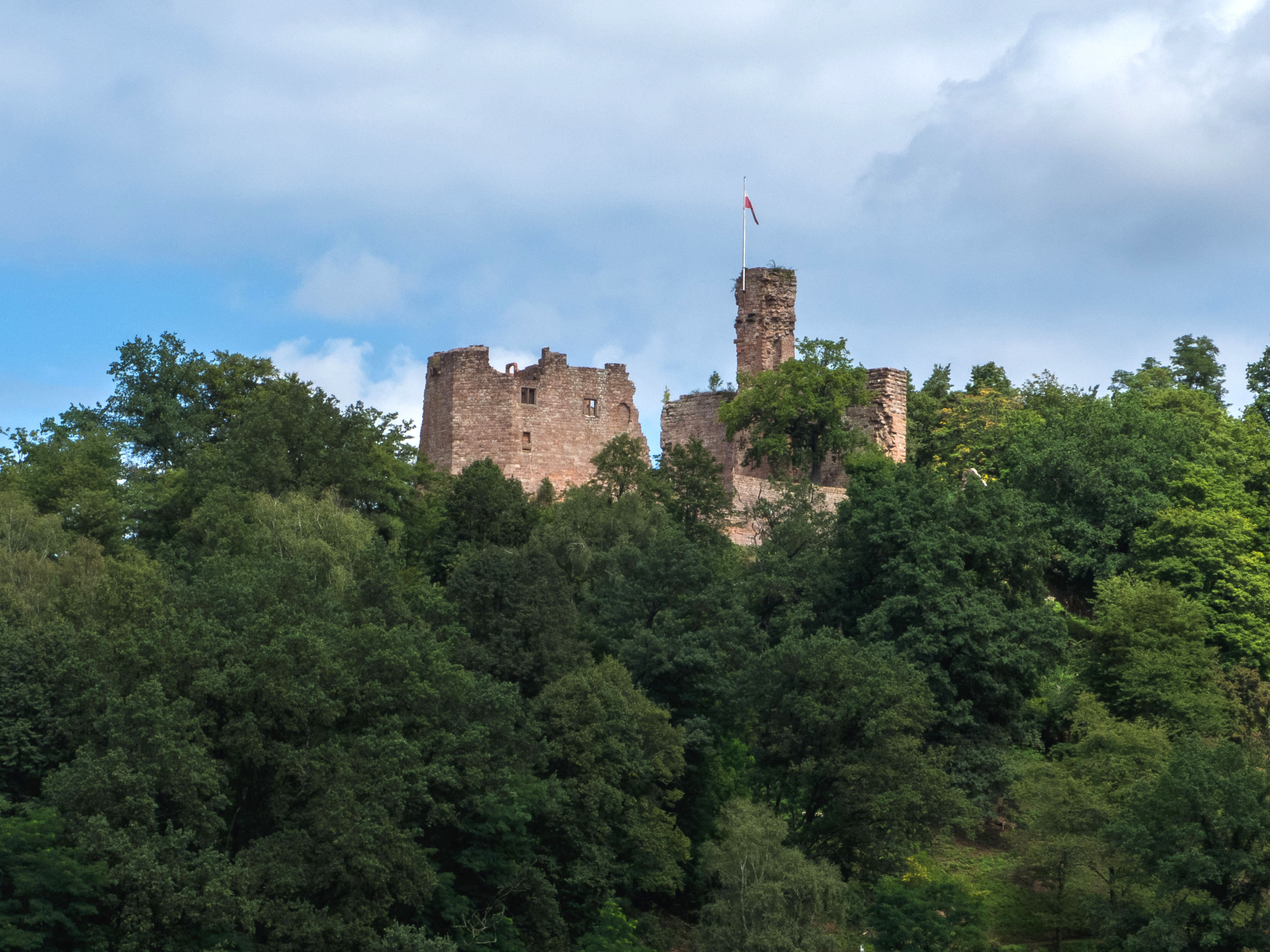
Burg Hohenecken

Dem Gelterswoog kommt der Status eines Naturdenkmals zu; es ist unter Nummer ND-7312-181 registriert. 2 km südlich an der Moosalbe beginnt das weitgehend naturbelassene und deswegen fast an einen Urwald erinnernde Karlstal.
2 km nördlich des Stausees erhebt sich die Ruine der mittelalterlichen Burg Hohenecken.
Durch das Karlstal, am Gelterswoog vorbei und durch das Walkmühltal in Richtung auf die Sickingenstadt Landstuhl führte einst die Nordroute der historischen Pfälzer Jakobswege.

## Angriffe von Hechten im Jahr 2023
Im August 2023 kam es zu mehreren schweren Angriffen eines Problemhechts gegenüber Badesportlern im Gelterswoog. Drei Personen mussten anschließend in die Notaufnahme gebracht werden. Als Grund für die Aggressivität der ansonsten ruhigen Tiere werden von Experten vor Ort sowohl die steigende Wassertemperatur durch den Klimawandel als auch eine vermutete Überpopulation der Fische angenommen. Die konkrete Ursachenforschung läuft allerdings noch. Nach deren Abschluss sollen entsprechende Maßnahmen ergriffen, wobei der Gelterswoog als Badesee erhalten bleiben soll. Die Vorfälle erhielten überregionale Aufmerksamkeit.